# Белый флаг

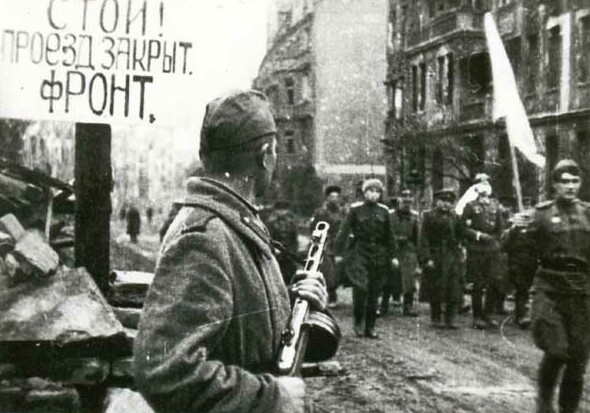
Немецкие парламентёры под белым флагом направляются договариваться о капитуляции Бреслау (1945)

Белый флаг (то есть полотнище, без каких-либо знаков и символов, имеющее на всей своей площади исключительно белый цвет) на протяжении всей мировой истории, в различных частях света имел различное значение.

## Знамя временного перемирия или переговоров
В настоящее время, белое знамя в международных отношениях признаётся как просьба или требование о прекращении огня (то есть, военных действий), знак перемирия или предложения переговоров. В том числе используется при обмене военнопленными между враждующими сторонами. Также это и символ капитуляции, то есть безоговорочной сдачи в плен на милость противоборствующей стороне. Использование белого флага закреплено Конвенцией о законах и обычаях сухопутной войны, 18 октября 1907 года. (Статья 32,  Глава III "О парламентерах").

## Омейяды
Омейяды властвовали над исламским миром 89 лет (661—750) и использовали белое знамя как обозначающий цвет, напоминающий о первой победе Мухаммеда при Бадре и одновременно отличающийся от Аббасидов, которые выступали под чёрным стягом. Кроме того белый — один из панарабских цветов.

## Буддийские и конфуцианские страны
В буддизме белый цвет — символ скорби, поэтому в странах, где он исповедуется, белые знамёна значат то же, что чёрные флаги в остальных странах.

## Клан Минамото
Во время противостояния кланов Минамото и Тайра (1180—1185), Минамото выступали под белыми знамёнами, а Тайра — под красными. После победы Минамото их цвет на долгие столетия стал основой для государственного флага Японии.

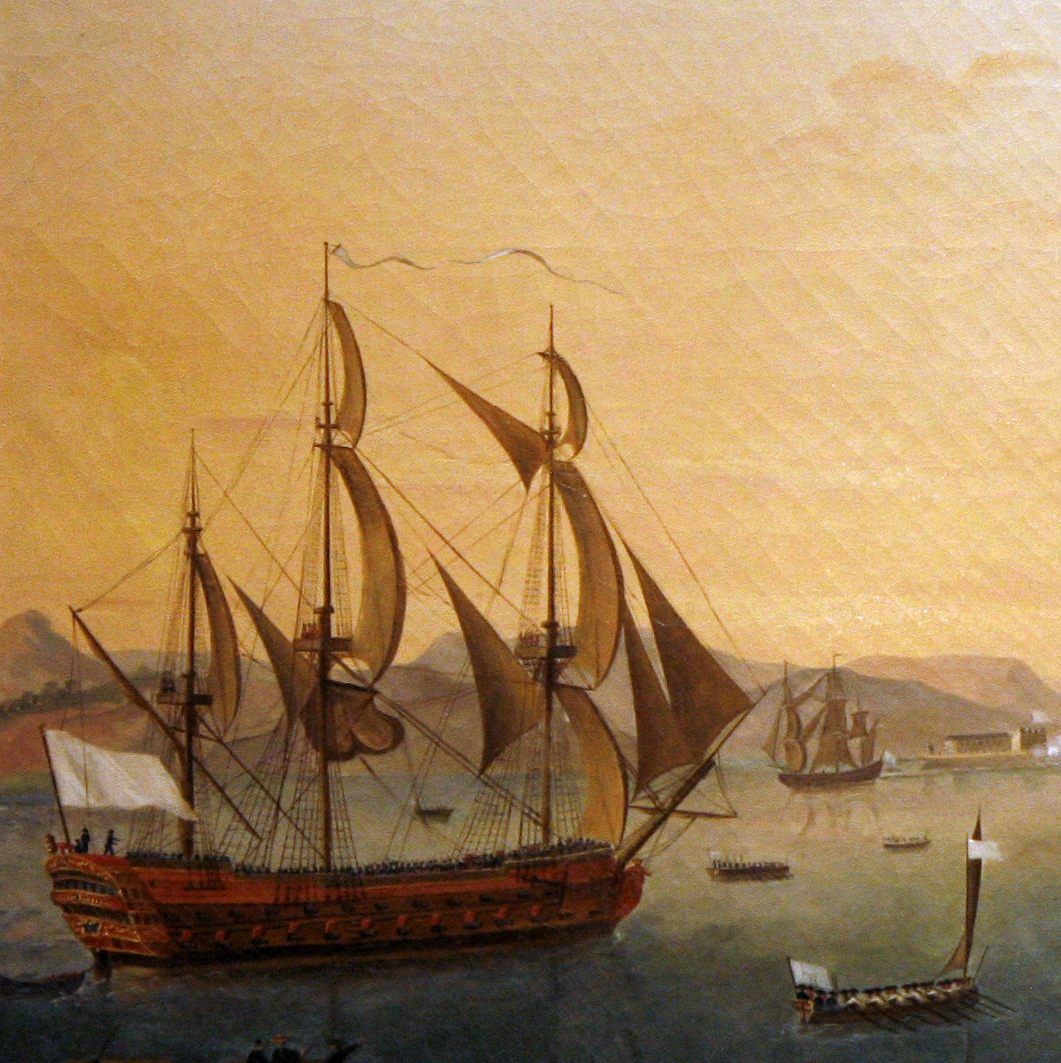
Французский корабль в бою при Мартинике, несёт белое знамя (1779)

## Королевство Франция
Во времена т. н. Старого порядка (фр. Ancien Régime), с начала XVII века, королевский флаг во Франции — чисто белое знамя, на которое могли поверху наносить геральдические лилии или знак ордена Святого духа.

## Талибанский Афганистан
Во время гражданской войны в Афганистане талибан использовал белое знамя как свой символ. Когда был взят Кабул в 1996 году национальный флаг Афганистана был сменён на белый стяг, который символизировал чистоту веры и власти. Позже, в 1997 году на нём была надписана шахада.